# Zopa
Zopa es una compañía británica que proporciona un servicio de intercambio monetario en línea, permitiendo a la gente que tiene dinero prestárselo a aquellos que lo solicitan, en lugar de utilizar las cuentas de ahorro y las condiciones de préstamos de los bancos tradicionales. El proceso es a veces referido como préstamo entre particulares. El nombre, Zopa, proviene del inglés " zone of possible agreement  (zona de acuerdo posible)" , un término de negociación que hace referencia a la posibilidad de llegar a un acuerdo entre dos partes.

## Descripción
Fundada en 2005, y al igual que  eBay y  Betfair , Zopa es una más de las empresas emergentes de servicios entre personas que posibilitó internet.  Fue configurada por un equipo de gestión que en su mayoría se trataba de los mismos que habían fundado Egg en el Reino Unido.  La compañía tiene su sede en Londres y está respaldada por Benchmark Capital y Wellington Partners.
En 2006 el Observatorio de Futuro Social publicó un estudio titulado "Préstamo Social Basado en Internet", que vino a exponer los antecedentes del préstamo entre particulares, comparándolo con las sociedades amigas, y usando a Zopa como fuente principal de lo expuesto en el estudio.
Zopa opera en el Reino Unido. También operó en Italia, Japón y los Estados Unidos, cada cual con un modelo ligeramente distinto. Sin embargo, las operaciones de ultramar han sido cerradas o fueron puestas en suspenso.

## Zopa por países

### Reino Unido
Los clientes pueden ser un "Prestamista", un "Prestatario" o ambos. Las solicitudes de préstamo son aparejadas a ofertas de préstamo dentro de uno de los cuatro grupos de mercado que ofrecen. Un sistema independiente, conocido como 'Listados', fue cancelado en julio de 2011.
Un prestatario en potencia es clasificado por su riesgo por la agencia de referencia de crédito Equifax.  Los tres grupos de riesgo son A*, A y B.  Los grupos C e Y (aplicable a los jóvenes, para solicitantes entre 20 y 25 años, que no tuviesen todavía un historial de préstamos) fueron suprimidos por los nuevos préstamos a mediados de 2012. Después de pasar los controles de crédito en línea son sometidos a un completo análisis por personas y muchas solicitudes son rechazadas por las comprobaciones en esta etapa.
Ha habido varios periodos de adjudicaciones de préstamos a lo largo de estos años pero a finales de mayo de 2012 fueron simplificados a solo dos - 'corto' (24/36 meses) y 'largo' (48/60 meses). A comienzos de 2013 el corto fue modificado para incluir los 12 meses junto a los préstamos de 24 y 36 meses. Como el dinero de los prestamistas es aportado en pequeñas cuantías a los prestatarios sin llegar a cubrir el monto total, algunos prestamistas encuentran que su dinero puede experimentar un proceso cíclico, por el cual los prestatarios logran publicar el préstamo, pero luego lo rechazan; así devolviendo el dinero a los prestamistas que mantienen la cuenta, sólo para que el proceso se vuelva a repetir hasta que se encuentre con un prestatario acepte los criterios en que le sea asignado el dinero y no sea rechazado. Lamentablemente, aun cuando la cuantía es alcanzada por los prestamistas, no se produce ningún pago de intereses hasta que el préstamo sea aceptado.
El sistema posibilita el movimiento de dinero entre los prestamistas que están dispuesto a ofrecer su dinero a prestatarios potenciales en función del riesgo y de la duración del préstamo, en lo que se ha dado en llamar Zona de acuerdo posible. Los prestamistas son los que se fijan los requisitos para aceptar el riesgo que más le convenga de entre todos los grupos de solicitantes.  El proceso tiene lugar con una base de muchos para uno, lo que significa que cada préstamo es cubierto por muchos prestamistas, reduciendo así el riesgo en cada uno de los prestamistas.  Actualmente, un prestamista puede decidir cuánto quiere prestar a cada solicitud en particular, en múltiplos de £10, siendo £10 el mínimo que se puede prestar a cada solicitante.
Para los prestatarios los préstamos son muy flexibles, permitiéndoles variaciones en los pagos mensuales (proporcionándoles la posibilidad de amortizar una cantidad mayor a la habitual, que se mantiene hasta la amortización total del préstamo) y la amortización prematura, sin penalizaciones. Pagar más en cualquier mensualidad disminuye la cantidad de intereses que tendrá que pagar durante el resto de la vida del préstamo y también permite que el préstamo pueda ser amortizado más rápidamente.  Por ello, muchos solicitantes se ven en condiciones de hacerlo y amortizan el préstamo completo antes del tiempo fijado.
Para los prestamistas, su dinero es retenido durante la duración del préstamo, aunque en algunas ocasiones es posible la retirada prematura utilizando un sistema conocido como 'Reembolso Rápido' (Rapid Return) transfiriendo el préstamo a otros prestamistas. Sin embargo, los prestamistas solo pueden solicitar el reembolso rápido cuando el préstamo en cuestión no tiene ninguna demora en el pago por parte del prestatario, y si es a un prestamista con el mismo, o inferior, tipo impositivo que el que se está aplicando en ese momento al solicitante del préstamo del que se solicita el reembolso rápido.  El prestamista que adquiere la parte proporcional tras el reembolso rápido obtiene la tasa de interés que en ese momento tenga el préstamo; de este modo, un prestamista puede obtener mayores tasas que las que ha ofrecido.  Algunos prestamistas incrementan sus ganancias cuando están por debajo de la cantidad mínima con que se puede participar en nuevos préstamos (£10) en su cuenta en el caso de hacerse con un reembolso rápido, permitiendo de este modo que su dinero sea prestado más rápidamente.
Los riesgos por impago son asumidos por los prestamistas, y una modificación al alza de las tasas de interés a los solicitantes. Si un prestatario no paga, la deuda es normalmente vendida a una agencia de agrupación de deuda y los prestamistas reciben una parte de todo el dinero recuperado.  Los solicitantes en Zopa Markets tienen perfiles ligeramente peores que la media del Reino Unido. Zopa publicó los resultados de deuda mala así como de los pagos actuales, lo que reveló que los pagos eran en general mejores que la media pero los préstamos otorgados en 2008 (un momento de crisis económica) experimentaron el doble de impagos que la media.
Tanto los prestatarios como los prestamistas tienen que pagar comisiones a Zopa.  Las tasas de los solicitantes están en la actualidad entre 0 y £190, permitiendo a Zopa manipular estratégicamente los costes totales (en términos de representación en aproximación) de los préstamos en diferentes mercados. Los nuevos prestamistas pagan en la actualidad el 1% anual de toda la cantidad prestada, que es deducida mensualmente de la cuenta del prestamista.  La tasa de prestamistas fue del 0,5% para los prestamistas que se registraron antes de agosto de 2008.  Los miembros fundadores están exentos del pago de comisiones.
En momentos puntuales, cuando el tipo de interés fijado por el Banco de Inglaterra estaba por encima del 0,75%, Zopa también pagaba a los prestamistas intereses conforme al balance del dinero en espera en sus cuentas.  La tasa de interés del dinero paralizado en cuenta es igual al tipo de interés fijado por el Banco de Inglaterra menos el 0,75%, con un suelo de cero. Debido a la actual situación financiera (mayo de 2012) y a que el tipo de interés del Banco de Inglaterra está por debajo del 0,75%, en la actualidad no se pagan intereses a los prestamistas por el dinero paralizado en cuenta. Los intereses eran pagados mensualmente.
Los retirados "listados" consistía en que los prestatarios escribían una pequeña solicitud, que era publicada en la web en la sección de listados, detallando a veces con un estilo personal cuánto dinero deseaban obtener, que tipo de interés estaban buscando, porque eran solicitantes fiables, y a veces, cuál era el destino del dinero.  Los prestamistas podían entonces dar dinero al solicitante, en múltiplos de £10 y a un tipo de interés fijado por el prestamista.  Los listados permanecían durante un periodo de tiempo predeterminado.  Una vez este tiempo había concluido, el prestatario recibía un informe detallando el tipo de interés del préstamo que había publicado en listado.  A veces, Según fue aumentando el tiempo del listado, la media de tipos de interés cayó, dado que muchos prestamistas querían dar dinero a los solicitantes, pero solo las dotaciones más bajas eran incluidas en el préstamo.  Muchos prestamistas al comienzo daban dinero a un tipo de interés muy alto a la espera de que fuese incluido en el préstamo.  Ofrecer un tipo de interés elevado si el préstamo iba a ser totalmente cubierto era a veces inútil puesto que los tipos de interés más bajos ofrecidos por otros eran seleccionados antes para cubrir el total del préstamo.
En septiembre de 2011, Zopa había prestado más de 150 millones de libras.
En agosto de 2011 Zopa se unió a Funding Circle y Ratesetter para fundar la Peer 2 Peer Finance Association para actuar como representación de la industria financiera entre personas del Reino Unido.
En abril de 2012, Zopa había prestado más de 190 millones de libras, y más de 290 millones de libras en abril de 2013.
En diciembre de 2012 Jacob Rothschild invirtió en la compañía, el antiguo miembro del gobierno del Reino Unido declaró que se convertía en prestamista de dinero para incentivar las propuestas solitarias de la plataforma y que fue legislado por su sucesor en la FSA.  El director del Banco de Inglaterra, Andy Haldane, sostuvo que los préstamos entre personas podían cambiar el concepto que se tenía de los bancos

#### Seguro
En mayo de 2013, Zopa anunció el lanzamiento de su opción de seguro en los préstamos, que proporciona protección a los prestamistas en caso de impago del prestatario. Al contrario que en esquemas parecidos en la industria, como Ratesetter's Provision Fund que lleva en funcionamiento desde 2010, el seguro solo cubre impagos totales, no ofreciendo protección por impagos aislados. Curiosamente, Zopa invita a los prestamistas a aceptar el seguro para obtener la tasa de pagos de Zopa, en lugar de permitir al prestamista elegir el tipo de interés al que desea prestar. Esto contrasta con esquemas parecidos de préstamos entre personas, como aquellos operados por Ratesetter. Como el seguro de Zopa se ha comenzado a comercializar recientemente, no existe todavía información sobre el tamaño de los fondos o la capacidad de cubrir los impagos esperados.

### Estados Unidos
Zopa se estrenó en los Estados Unidos junto a seis uniones de crédito el 4 de diciembre de 2007 pero cerró este nuevo negocio el 8 de octubre de 2008 debido al hecho de que Zopa estaba experimentando tasas de impago por parte de los nuevos prestatarios que podían ponerse por encima de los niveles aceptables por la deteriorada situación económica en los Estados Unidos.
El modelo estadounidense fue significativamente diferente respecto a cualquier otro debido a las restricciones regulatorias.  Los clientes podían ser "Inversores" o "Prestatarios".
Los solicitantes podían obtener un préstamo desde Zopa desde alguna de las uniones de crédito. Los solicitantes debían publicar un perfil en Zopa proporcionando algunos detalles sobre ellos mismos.
Los inversores adquirían un Certificado de Depósito.  Los inversores podían ayudar a los solicitantes ofreciéndoles una parte de los retornos del CD, reduciendo el montante de intereses que el prestatario debía pagar.  Si suficientes inversores ayudaban a un mismo prestatario entonces todos sus pagos podían quedar cubiertos.

### Italia
Zopa Italy comenzó a funcionar con un modelo muy similar al de Zopa Reino Unido, con la excepción de que las tasas a los prestatarios eran en función de su riesgo.
El 10 de julio de 2009, Zopa fue dada de baja del registro de brokers financieros italianos por el ministro italiano de Economía y Finanza, por indicación del Banco Central Italiano. Zopa Italy suspendió las nuevas admisiones pero continuó gestionando los préstamos existentes. Después de esto Zopa Italy concluyó su vinculación a Zopa en diciembre de 2011 y cambió su nombre empresarial por el de Smartika. Smartika recibió una nueva autorización como Instituto de Pagos por el Banco Central Italiano en febrero de 2012 y retomó sus operaciones en marzo de 2012.